# Mogolo (district)
Mogolo est un district de la région Gash-Barka de l'Érythrée. La principale ville et capitale de ce district est Mogolo. 